# Gonomyia (Gonomyina) runa
Gonomyia (Gonomyina) runa is een tweevleugelige uit de familie steltmuggen (Limoniidae). De soort komt voor in het Neotropisch gebied.